# Ashby Magna
Ashby Magna – wieś w Anglii, w hrabstwie Leicestershire, w dystrykcie Harborough. Leży 16 km na południe od miasta Leicester i 132 km na północny zachód od Londynu. Miejscowość liczy 294 mieszkańców.